# Anna Hrubá
Anna Hrubá (1. února 1902 – ???) byla česká a československá politička Komunistické strany Československa a poúnorová poslankyně Národního shromáždění ČSR.

## Biografie
Ve volbách roku 1954 byla zvolena za KSČ do Národního shromáždění ve volebním obvodu Zábřeh. V Národním shromáždění zasedala do konce funkčního období, tedy do voleb roku 1960. K roku 1954 se profesně uvádí jako mzdová účetní v národním podniku Atlas.